# Грб општине Кучево
Кучево користи "грб" који jе на трагу хералдике, али не придржава се основних правила.
Грб има облик усправног испитака за испирање злата. Основа испитака је претежно браон боје. У основи испитака као препознатљивн симболи налазе се:
- у самој основи испитака плавом бојом симболичио је назначена река Пек и све реке овог краја.
- Централно место испитака заузимају два златно зелена листа.
- При врху испитака налази се година 1882.
- Изиад испитака налазе се три зелена троугла.
- Са леве стране испитака налазн се народна српска застава, а са десне стране застава "Хомољски мотиви" (жуто наранџаста позадина са знаком манифестације).
- Обе заставе држе хомољски вукови.
- На ленти испод испитака ислисано је име места и општине Кучево.